# Кирилловское кладбище
Кирилловское кладбище — одно из древних киевских кладбищ на территории Кирилловского лесопарка в Подольском районе Киева.

## История
Появление некрополя связывают с ликвидацией в 1784 году Екатериной II Кирилловского монастыря. Пока монастырь был действующим (XII—XVIII века), то монахов и выдающихся лиц хоронили в храме или около него. С появлением в монастырских стенах богадельни, а впоследствии — больницы, появилась потребность в месте для захоронений. Его и отвела власть на южных склонах Кирилловской горы, за пределами бывшего монастыря. В 1871 году, по просьбе администрации больницы, городские власти дали разрешение на расширение его территории. По состоянию на 1929 год, когда кладбище закрыли и перестали охранять, его площадь составляла 9,7 га.
Основная масса захоронений была из людей неимущих, а потому надгробия были довольно скромными. Хотя случались и исключения, например, склеп князей Баратов (не сохранился). Среди известных людей вспоминают, что здесь был похоронен А. Ведель (иногда указывают местом его погребения Щекавицкое (Подольское) кладбище, могила не найдена), киевский гражданский губернатор П. П. Панкратьев (надгробие разрушено в 1975 году). Общее состояние кладбища после закрытия пришло в упадок.
В 1941 году на краю кладбища немецкие оккупанты расстреляли врачей и пациентов расположенной неподалёку психиатрической больницы имени Павлова (бывшая Кирилловская). Среди последних был, например, Марк Роголь, известный деятель ГПУ/НКВД СССР.
В 1961 году, во время Куреневской катастрофы селевой поток смыл большую часть кладбища. С тех пор от старого кладбища мало что осталось.
Сейчас о кладбище напоминает лишь один полуразрушенный и оскверненный склеп — усыпальница семьи Качковских (похоронен доктор медицины П. Э. Качковский и его младший брат, который умер в студенческие годы) и одиночные поломанные надгробные плиты, разбросанные посреди рощи.